# Глава Удмуртской Республики

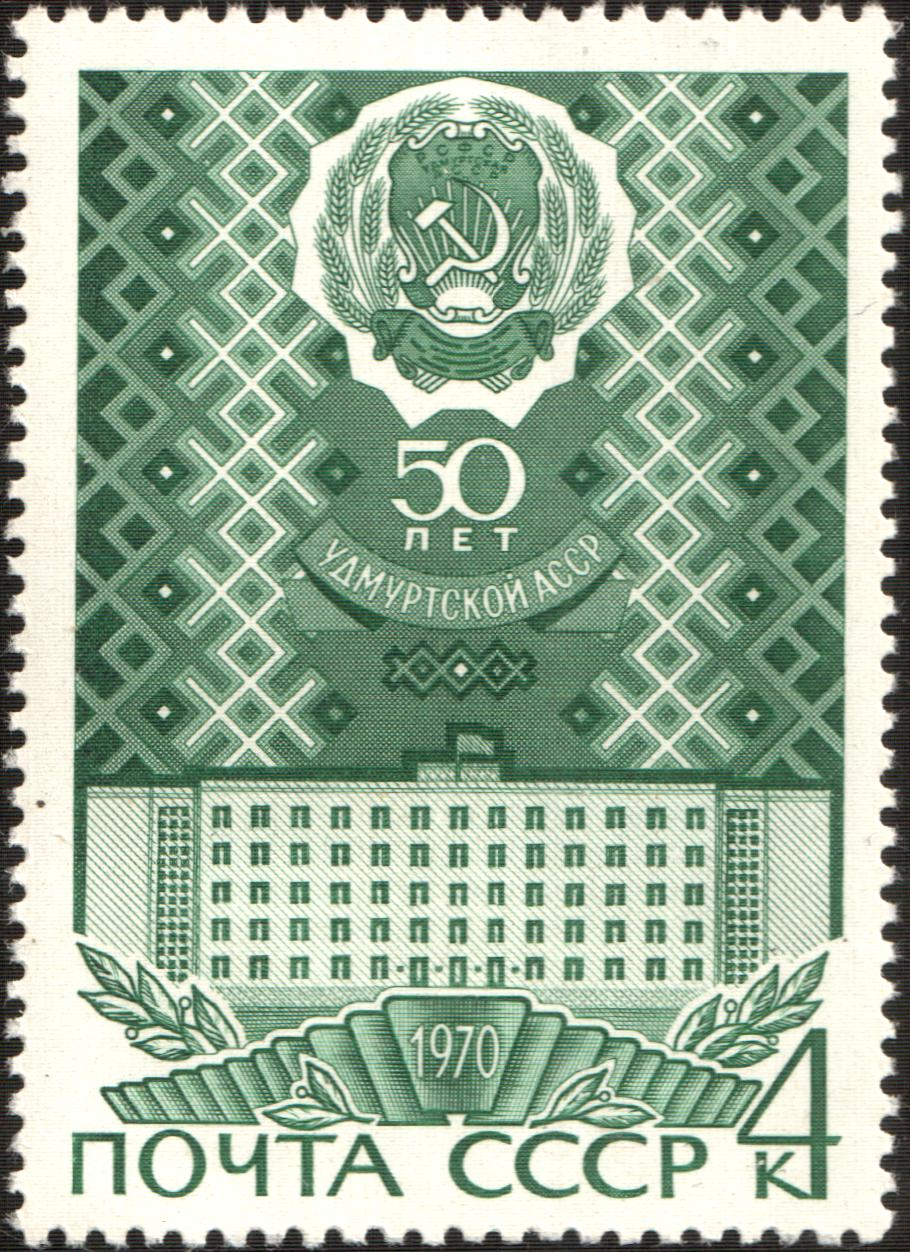
Здание правительства, на марке «50 лет Удмуртской АССР». Почта СССР 1970 года.

Глава Удмуртской Республики (удм. Удмурт Элькунлэн Тӧроез) — высшее должностное лицо Удмуртской Республики (Удмуртии), возглавляющий высший орган исполнительной власти в Удмуртии — правительство.
Статус и полномочия главы республики определяются главой 6 Конституции Удмуртии.

## История

### Переходный период
С момента образования Удмуртской Автономной Советской Социалистической Республики (УАССР) и до весны 1990 года ведущую роль в её руководстве занимал Удмуртский областной комитет ВКП(б), позже КПСС. С 1985 года и в перестроечные годы первым секретарём Удмуртского областного комитета КПСС был П. С. Грищенко, бывший первый секретарь Магнитогорского городского комитета и инструктор ЦК КПСС. Грищенко ценили в Москве, он был членом ЦК КПСС, однако он не смог прижиться в УАССР, его не приняла местная властная элита.
В 1990 году произошло резкое снижение влияния однопартийной системы в связи с отменой 14 марта 1990 года шестой статьи союзной конституции, которая определяла «руководящую и направляющую роль» КПСС. Российские регионы фактически начали развиваться по модели «парламентской республики». Как результат, «первым лицом» в регионе стал председатель регионального совета. В 1990 году большинство руководителей региональных партийных комитетов стали избираться на должность председателя регионального совета и стремятся совмещать обе должности. Однако осенью 1990 года власти РСФСР запретили совмещение должностей партийного и советского руководителя региона. Чувствуя политическую конъюнктуру, многие первые секретари обкомов КПСС отказались от своих партийных должностей и сосредоточились на советской работе. Однако в УАССР случилось, казалось бы, невозможное — в марте 1990 года на выборах в Верховный Совет Удмуртской АССР (200 депутатов) первый секретарь обкома Грищенко не смог стать главой республики (как во всех остальных республиках РСФСР), хотя и был избран депутатом Верховного Совета. Стала очевидной слабость Петра Грищенко как руководителя республики. 15 апреля 1990 года на первой сессии Верховного Совета состоялись выборы Председателя Верховного Совета Удмуртской АССР. На должность баллотировались Г. Дмитриев (председатель Совета министров Удмуртии), Ю. Русских (заведующий отделом аппарата Верховного Совета) и В. Тубылов (директор Асановского совхоза-техникума). Председателем был избран представитель удмуртской аграрной номенклатуры, удмурт по национальности В. К. Тубылов. Впервые за последние 60 лет удмуртской государственности республика сама выбрала себе руководителя. Правительство возглавил Н. Е. Миронов, возглавлявший до этого подшипниковый завод (№ 13) в Ижевске.
В июне 1990 первым секретарём Удмуртского обкома КПСС стал депутат Верховного совета Удмуртской АССР Н. И. Сапожников.
20 сентября 1990 Верховный Совет Удмуртской АССР принял Декларацию о государственном суверенитете Удмуртской Республики. Декларация изменяла статус республики.
После августовских событий 1991 года руководство Удмуртской Республики открыто не поддержало ни одну политическую группировку, стремясь сохранить в республике стабильность и собственную власть.
8 июня 1993 года собралась 16-я (внеочередная) сессия Верховного Совета Удмуртской Республики, формально посвящённая принятию закона о Совете Министров. Однако обсуждался вопрос о составе правительства. 11 июня Николай Миронов подал в отставку, однако она была принята депутатами лишь со второго раза 17 июня. Ему на смену была предложена кандидатура А. А. Волкова. За проголосовало 144 депутата, против — 27. Поначалу его считали временной компромиссной фигурой, однако А. А. Волков смог найти сторонников и закрепиться на этой должности. Волков сумел получить поддержку руководителей промышленной и нефтяной отрасли.

### Председатель Госсовета
7 декабря 1994 года была принята конституция Удмуртской Республики, согласно которой исполнительную власть в республике осуществляло правительство Удмуртской Республики.
На выборах 26 марта 1995 года был избран первый созыв Государственного совета Удмуртской Республики, заменивший Верховный Совет. 19 апреля председателем Госсовета Удмуртии был избран А. А. Волков.
В 1999 году депутаты Госсовета снова избирали председателем А. А. Волкова.
В должности председателя Госсовета Удмуртской Республики Александр Волков возглавлял республику в течение 5 лет.

### Президент республики

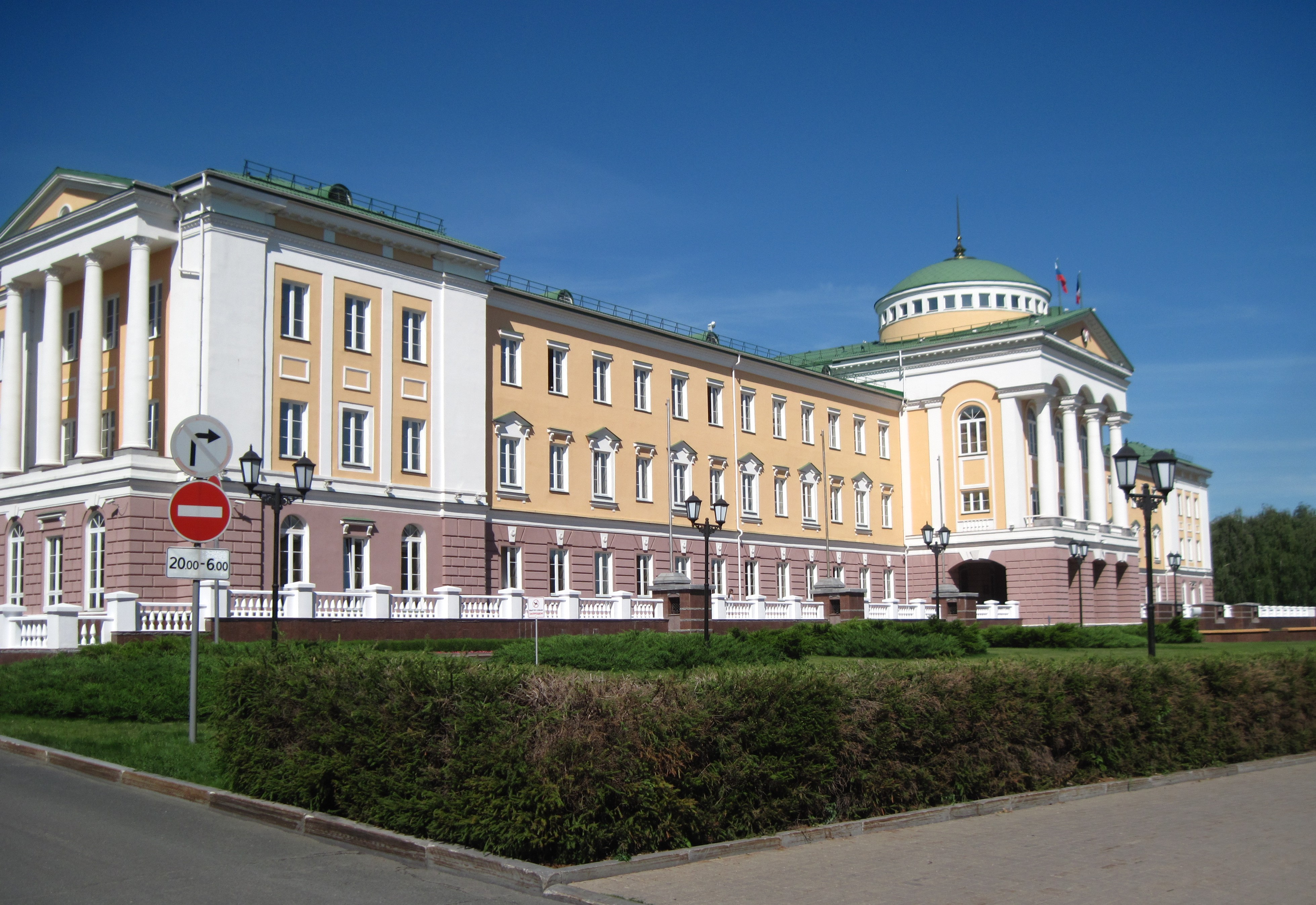
Резиденция главы Удмуртии в Ижевске

26 марта 2000 года в Удмуртской Республики состоялся референдум по введению должности президента Удмуртской Республики. Наличия в республике высшего должностного лица желала действующая республиканской власть, а также требовало федеральное законодательство. В голосовании приняло участие свыше 61 % избирателей. За поправку проголосовало 68,8 % избирателей, против 27,3 %. По итогам референдума были внесены поправки в конституцию, вводившие должность президента Удмуртской Республики. Первые прямые выборы состоялись 15 октября 2000 года. Выборы проводились в один тур. Нижний порог легитимности президента Удмуртской Республики определялся не менее чем 25 % избирателей, проголосовавших за ту или иную кандидатуру при явке не менее 25 % избирателей. СМИ отмечали, что выборы проходили на неравных условиях. Президент избирался на 4 года. Выборы выиграл Александр Волков, набравший 37,84 % голосов. Инаугурация состоялась 3 ноября.
Срок полномочий Волкова истекал в октябре 2004 года, однако было решено провести их на полгода раньше, в марте, совместив с выборами президента России. 14 марта 2004 года состоялись вторые выборы президента Удмуртской Республики. В этот раз второй тур был возможен, однако действующий президент Александр Волков набрал 54,26 % голосов и был переизбран уже в первом туре на пятилетний срок.
С 2005 года по инициативе президента России В. В. Путина избрание высших должностных лиц во всех субъектах Российской Федерации было изменено на назначение законодательными органами по представлению президента России. Действующие главы субъектов Российской Федерации получили возможность обратиться к президенту с просьбой о переназначении. Конституционный суд России в 2005 году подтвердил конституционность назначения глав субъектов Российской Федерации, фактически пересмотрев свою правовую позицию 10-летней давности.
Полномочия А. Волкова истекали в марте, однако 10 февраля 2009 года президент России Д. Медведев внёс кандидатуру 57-летнего Волкова на рассмотрение Госсовета Удмуртской Республики для наделения полномочиями президента республики на новый срок. 20 февраля Государственный Совет Удмуртской Республики наделил А. Волкова полномочиями на пятилетний срок.
В декабре 2010 года Дмитрий Медведев подписал закон, запрещающий называть глав субъектов России президентами. Регионам разрешалось самим выбирать название для руководителя республики. 26 апреля 2011 года Госсовет Удмуртской Республики принял поправки в конституцию, заменив наименование должности — слово «президент» заменили на «глава».

## Полномочия
- Глава является высшим должностным лицом Удмуртской Республики и возглавляет высший исполнительный орган государственной власти Удмуртской Республики — правительство Удмуртской Республики.
- Глава Удмуртской Республики руководит правительством Удмуртской Республики.

## Срок полномочий
С 2000 по 2003 год согласно первой редакции Конституции Удмуртской Республики президент избирался на 4 года и мог занимать должность более двух сроков подряд. В октябре 2003 года срок был увеличен до 5 лет.

## Список глав Удмуртской Республики
| № | Персоналии     | Персоналии | Срок полномочий | Срок полномочий                                   | Партийность                                                                 | Основание наделения полномочиями |
| - | -------------- | --- | --- | ------------------------------------------------- | --------------------------------------------------------------------------- | --- |
| 1 | А. А. Волков   | | 15 октября 2000 избран, 3 ноября 2000 вступил в должность ♦ 14 марта 2004 избран, 19 марта 2004 вступил в должность ♦ 20 февраля 2009 наделён полномочиями, и вступил в должность | 19 марта 2004 ♦ 20 февраля 2009 ♦ 20 февраля 2014 | КПСС до 1991, «Отечество — Вся Россия» 1999—2001, «Единая Россия» 2001—2017 | избран на выборах президента Удмуртской Республики: - 15 октября 2000 — победил в 1 и единственном туре, набрав 37,84 % голосов                                           |
| 1 | А. А. Волков   | избран на выборах президента Удмуртской Республики: - 14 марта 2004 — победил в 1 туре, набрав 54,26 % голосов                              | 15 октября 2000 избран, 3 ноября 2000 вступил в должность ♦ 14 марта 2004 избран, 19 марта 2004 вступил в должность ♦ 20 февраля 2009 наделён полномочиями, и вступил в должность | 19 марта 2004 ♦ 20 февраля 2009 ♦ 20 февраля 2014 | КПСС до 1991, «Отечество — Вся Россия» 1999—2001, «Единая Россия» 2001—2017 | |
| 1 | А. А. Волков   | наделён полномочиями по представлению президента России Дмитрия Медведева - 20 февраля 2009 года утверждён Госсоветом Удмуртской республики | 15 октября 2000 избран, 3 ноября 2000 вступил в должность ♦ 14 марта 2004 избран, 19 марта 2004 вступил в должность ♦ 20 февраля 2009 наделён полномочиями, и вступил в должность | 19 марта 2004 ♦ 20 февраля 2009 ♦ 20 февраля 2014 | КПСС до 1991, «Отечество — Вся Россия» 1999—2001, «Единая Россия» 2001—2017 | |
| 2 | А. В. Соловьёв | | 14 сентября 2014 избран, 22 сентября 2014 вступил в должность | 22 сентября 2014 ♦ 4 апреля 2017                  | Единая Россия                                                               | избран на выборах главы Удмуртской Республики: - 14 сентября 2014 — победил в 1 туре, набрав 84,84 % голосов                                                              |
| 3 | А. В. Бречалов | | 4 апреля 2017 | действующий                                       | Единая Россия                                                               | назначен временно исполняющим обязанности главы республики ♦ избран на выборах главы Удмуртской Республики: - 10 сентября 2017 — победил в 1 туре, набрав 78,16 % голосов |